# Land- und Stadtgericht Loburg
Das Land- und Stadtgericht Loburg war ein preußisches Land- und Stadtgericht mit Sitz in Loburg.

## Geschichte
Der Rat zu Loburg verfügte seit 1776 über die Zivil- und Kriminalgerichtsbarkeit erster Instanz innerhalb der Stadt Loburg. Davor lag die Kriminalgerichtsbarkeit und große Teile der Zivilgerichtsbarkeit beim Amt Loburg. Dieses war auch für die Gerichtsbarkeit der Orte außerhalb der Stadt zuständig, soweit diese nicht Patrimonialgerichten zugeordnet waren.
Nach den Napoleonischen Kriegen bemühte sich der preußische Staat, die Gerichtsbarkeit der Städte und der Gutsbesitzer in staatliche Hand zu überführen. Von Mitte der 1810er bis Ende der 1820er Jahre wurde das Land- und Stadtgericht, also ein Gericht, welches für Stadt und Landbezirke zuständig war zur üblichen Organisationsform für Eingangsgerichte in Landstädten in Preußen.
Das so entstandene Land- und Stadtgericht Loburg war ein Gericht 2. Klasse und mit einem Richter und einem Justizkommissar besetzt. Gericht 2. Klasse bedeutete, dass es nur als Einzelrichter entscheiden konnte und keine kollegialen Entscheidungen treffen konnte. Sein Sprengel umfasste 3882 Gerichtseingesessene in den Orten Loburg, Brietzke, Drewitz, Gloine, Grüneberg, Hohenziatz, Hoplake, Klein Lübs, Riesdorf, Rosian und Zeppernick sowie einen Teil von Küsel und den Forstamtsbezirk in Schweinitz. Übergeordnet was das Oberlandesgericht Magdeburg.
Im Sprengel des Land- und Stadtgerichts Loburg bestanden ursprünglich zwei Patrimonialgerichte, das Patrimonialgericht Hohenziatz und das Patrimonialgericht Riesdorf.
Am 28. Juni 1836 gelang es dem Staat, eine Vereinbarung zu treffe, dass das Patrimonialgericht Hohenziatz auf das Land- und Stadtgericht Loburg übertragen wurde. Diese sprach seitdem unter der Formel „königliches Land- und Stadtgericht Loburg als herrlich Rickertsches Patrimonialgericht“ Recht.
Nach der Märzrevolution wurden in Preußen einheitlich Kreisgerichte als Eingangsgerichte eingerichtet und die Patrimonialgerichtsbarkeit abgeschafft. Damit entstand 1849 in Loburg die Gerichtskommission Loburg des Kreisgerichts Burg im Sprengel des Appellationsgerichtes Magdeburg und das Land- und Stadtgericht Loburg wurde aufgehoben.